# 伊藤潤二
伊藤 潤二（いとう じゅんじ、1963年7月31日 - ）は、日本の漫画家。岐阜県生まれ、千葉県在住。ホラー漫画家として有名であり、代表作は『富江』シリーズ、『うずまき』など。映像化された作品も多い。

## 来歴

### 生い立ち
保育園児（5歳）の頃から、楳図かずお、古賀新一らの怪奇マンガに熱中し、自らも怪奇マンガを描き始める。
岐阜県立中津高等学校卒業。1984年、歯科技工士専門学校卒業後、歯科技工士になる。
愛読していた『ハロウィン』（朝日ソノラマ）により「楳図賞」が創設されたと知り、楳図かずおに自分をアピールしたいと考え、投稿を決意する。1986年、投稿した「富江」が第1回楳図かずお賞にて佳作入選（第一席）しデビュー。当時の選考委員は楳図かずお、稲川淳二、菊地秀行など。

### 漫画デビュー後
その後しばらくは、歯科技工士と並行する形で、兼業漫画家として活動していたが、1990年に歯科技工士を退職し、マンガに専念するようになった。
また、古賀新一、御茶漬海苔とともに、それぞれ自身の作品を映画化するプロジェクト「古潤茶」を起ち上げ、実写映画『富江』の脚本、監督を務めた。

### 2000年以降の活躍
2015年、WOWOWの連続ドラマW『闇の伴走者』の劇中漫画を担当。さらに同年、台湾にて展覧会「伊藤潤二恐怖美学体験大展」が開催された。
2018年、『伊藤潤二自選傑作集』が第30回アイズナー賞にノミネートされる。2019年、『フランケンシュタイン』がアイズナー賞で最優秀コミカライズ作品賞を受賞。今作が伊藤初のアイズナー賞受賞作である。
2021年、第33回アイズナー賞で最優秀アジア作品賞に『地獄星レミナ』、Best Writer/Artist部門に同作と『伊藤潤二短編集 BEST OF BEST』の2作品が選ばれる。Best Writer / Artist 部門を受賞した日本人作家は伊藤が初である。
2021年8月、朝日新聞出版が開催する「朝日ホラーコミック大賞」にて、審査員長を務める。同年12月、『センサー』がLibrary Journalのベストブックスに選出される。漫画作品での日本人の選出は、伊藤と同時受賞した浦沢直樹が初となる。
2022年、第34回アイズナー賞で最優秀アジア作品賞に『死びとの恋わずらい』の英語版が選出される。伊藤の同賞受賞は4度目である。
2023年、第50回アングレーム国際漫画祭で、特別栄誉賞を受賞。同年、サンディエゴ・コミコンでインクポット賞を受賞。
2024年4月27日から9月1日まで世田谷文学館にて「伊藤潤二展 誘惑」が開催された。また、同年10月11日から12月22日まで市立伊丹ミュージアムにて、同展が開催された。
2025年7月、アイズナー賞での「殿堂入り」を果たす。

## 作風
- ホラー漫画の執筆を中心とする。お笑いが好きで、ホラーでありながら笑いの要素も意図的に含んでいるという[18]。
- 作画やアングルにおいて、大友克洋の影響が指摘されている[19]。
- 丸ペンを使った緻密な描き込みが特徴。仕上げにはデジタルツールも使う（効果や位置修正など）。
- 製作は基本的に1人で、アシスタントは1人に手伝ってもらう程度。

## アマチュア漫画家による盗作騒動
2006年4月上旬に『月刊ホラーM』に掲載された「第19回ホラーM新人まんが大賞期待賞受賞作」が伊藤潤二の作品『なめくじ少女』に酷似していることが指摘されたため、受賞が取り消された。

## 家族・親族
2006年にイラストレーターの石黒亜矢子と結婚した。しばらく母と石黒と暮らしていたが現在は千葉県に引っ越し、子供が二人いる。母と妻は非常に仲が良く、結婚前から同居していた。
猫の「よん」「むー」を飼っており、エッセイも出版したが、よんは心臓発作で死に、むーは妻の実家に預けたところ懐いてしまったため、現在は別の猫「てんまる」「とんいち」を飼っている。

## 作品リスト

### 漫画作品
各作品の詳細などについてはリンク先の各記事を参照。
- 2023年2月現在。
- デフォルトでの表記は発表順。他列でのソート後に再度発表順でソートするには、最左列を利用する。

|  | 連載作品 |  | 読切作品 |

### 書籍
- ハロウィン少女コミック館 / 朝日ソノラマ
  - 屋根裏の長い髪（1990年2月）
  - 地下室（1990年2月）
  - 屋敷（1990年10月）
  - JUNJIの恐怖コレクション（1）脱走兵のいる家（1991年3月）
  - JUNJIの恐怖コレクション（2）首のない彫刻（1991年10月）
  - JUNJIの恐怖コレクション（3）楽しい夏休み（1992年3月）
  - JUNJIの恐怖コレクション（4）路地裏（1992年12月）
  - JUNJIの恐怖コレクション（5）布製教師（1993年8月）
  - JUNJIの恐怖夜話（1）うめく排水管（1994年3月）
  - JUNJIの恐怖夜話（2）首吊り気球（1994年9月）
  - JUNJIの恐怖夜話（3）墓標の町（1994年11月）
  - サイレンの村（1995年2月） - 下記の『サイレンの村』を再収録
  - シリーズ恐怖の双一 棺桶（1995年9月）
  - シリーズ富江の恐怖 画家（1996年2月）
- 眠れぬ夜の奇妙な話コミックス / 朝日ソノラマ
  - サイレンの村（1993年5月）
  - 怪奇カンヅメ（1996年11月）
  - 死びとの恋わずらい（1997年5月）
  - トンネル奇譚（1997年11月）
- フランケンシュタイン（1994年12月）
- 伊藤潤二恐怖マンガCollection 全16巻 / 朝日ソノラマ - 上記全収録作品を再収録
  - 第1巻 富江（1997年10月）
  - 第2巻 富江 PART 2（1997年11月）
  - 第3巻 肉色の怪（1997年12月）
  - 第4巻 顔泥棒（1998年1月）
  - 第5巻 双一の楽しい日記（1998年2月）
  - 第6巻 双一の呪いの日記（1998年3月）
  - 第7巻 なめくじ少女（1998年4月）
  - 第8巻 血玉樹（1998年5月）
  - 第9巻 首幻想（1998年6月）
  - 第10巻 あやつり屋敷（1998年7月）
  - 第11巻 道のない街（1998年8月）
  - 第12巻 いじめっ娘（1998年9月） - 「土の中…」を新規収録
  - 第13巻 サーカスが来た（1998年10月）
  - 第14巻 トンネル奇譚（1998年11月）
  - 第15巻 死びとの恋わずらい（1998年12月）
  - 第16巻 フランケンシュタイン（1999年1月）
- 死びとの恋わずらい 完全版（2001年3月） / 朝日ソノラマ - 『死びとの恋わずらい』に「余話・白服の美少年」を加えて再収録
- 富江 <全> -The complete comics of Tomie-（2000年2月） / 朝日ソノラマ - 上記「富江」作品を再収録
- 富江 Again -富江 PART 3-（2001年3月） / 朝日ソノラマ
- 伊藤潤二恐怖博物館 - ソノラマコミック文庫 全10巻 / 朝日ソノラマ - 上記全収録作品を再収録
  - 第1巻 富江 1（2002年5月）
  - 第2巻 富江 2（2002年5月）
  - 第3巻 屋根裏の長い髪（2002年6月）
  - 第4巻 案山子（2002年7月）
  - 第5巻 路地裏（2002年8月）
  - 第6巻 双一の勝手な呪い（2002年9月）
  - 第7巻 うめく排水管（2002年10月）
  - 第8巻 白砂村血譚（2002年11月）
  - 第9巻 押切異談&フランケンシュタイン（2002年12月）
  - 第10巻 死びとの恋わずらい（2003年1月）
- 伊藤潤二恐怖博物館 新版 - ソノラマコミック文庫 全10巻（2007年11月） / 朝日新聞出版 - 『伊藤潤二恐怖博物館』と同一内容
- 伊藤潤二傑作集 - 朝日コミックス 全11巻 / 朝日新聞出版 - 『伊藤潤二恐怖博物館』をリサイズしたものに闇の声 <全>の内容を追加
  - 第1巻 富江 上（2011年1月）
  - 第2巻 富江 下（2011年1月）
  - 第3巻 双一の勝手な呪い（2011年2月）
  - 第4巻 死びとの恋わずらい（2011年2月）
  - 第5巻 脱走兵のいる家（2011年3月）
  - 第6巻 路地裏（2011年3月）
  - 第7巻 首のない彫刻（2013年4月）
  - 第8巻 うめく排水管（2013年4月）
  - 第9巻 墓標の町（2013年6月）
  - 第10巻 フランケンシュタイン（2013年6月）
  - 第11巻 潰談（2013年8月）
- 伊藤潤二自選傑作集 - 朝日コミックス（2015年10月） / 朝日新聞出版 - 作者が自選した9編とその解説・執筆メモなどを収録。描き下ろし読切『ファッションモデル・呪われたフレーミング』収録
- 伊藤潤二自選傑作集 歪 - 朝日コミックス（2018年3月） / 朝日新聞出版 - 単行本未収録作品『魅入られた双一』収録
- うずまき
  - ビッグスピリッツコミックススペシャル 全3巻（1998年8月 - 1999年9月） / 小学館
  - ビッグコミックスワイド版（2000年3月）/ 小学館 - 特別読切『銀河』を収録
  - ビッグコミックスワイド版（2010年8月） / 小学館 - 特別読切『銀河』を収録、佐藤優の解説付き
- ギョ
  - ビッグスピリッツコミックス全2巻（2002年2月 - 2002年5月） / 小学館 - 短編『大黒柱悲話』『阿彌殻断層の怪』を収録
  - 2012年にアニメ文庫（OVA）化。
- ミミの怪談 - MFコミックス（2003年3月）/ メディアファクトリー
  - ミミの怪談 完全版 - ソノラマ+コミックス（2022年1月[28]）/ 朝日新聞出版 - カバーイラスト描きおろし、上記作品のほか『お化け人形』収録[21]
- 闇の声
  - 闇の声 - 眠れぬ夜の奇妙な話コミックス（2003年9月） / 朝日ソノラマ
  - 新・闇の声 潰談 - 眠れぬ夜の奇妙な話コミックス（2006年11月） / 朝日ソノラマ
  - 闇の声 <全> - ソノラマコミック文庫（2009年3月）/ 朝日新聞出版 - 上記2作品を文庫化して再収録
- 地獄星レミナ - ビッグスピリッツコミックス（2005年8月） / 小学館 - 短編『億万ぼっち』を収録
- 伊藤潤二の猫日記よん&むー - ワイドKC（2009年3月） / 講談社
- ブラックパラドクス - ビッグスピリッツコミックススペシャル（2009年3月） / 小学館
- 怪、刺す (原作：木原浩勝) - 少年サンデーコミックススペシャル（2010年8月） / 小学館
- 猫マンガだニャン! - 未単行本化（『YOMBAN』にて連載中のリレー漫画の第1話を担当）
- 憂国のラスプーチン - 全6巻（原作：佐藤優、脚本：長崎尚志）/ 小学館
- 魔の断片（まのかけら） - Nemuki+コミックス（2014年7月） / 朝日新聞出版
  - 布団（『Nemuki+』2013年5月号）
  - 木造の怪（『Nemuki+』2013年7月号）
  - 富夫・赤いハイネック（『Nemuki+』2013年9月号）
  - 緩やかな別れ（『Nemuki+』2013年11月号）
  - 解剖ちゃん（『Nemuki+』2014年1月号）
  - 黒い鳥（『Nemuki+』2014年3月号）
  - 七癖曲美（『Nemuki+』2014年5月号）
  - 耳擦りする女（アンソロジー『シンカン』Vol.1、2009年11月6日発売）
- 溶解教室 - 少年チャンピオン・コミックスエクストラもっと!（2014年12月） / 秋田書店 - 短編『再会』『大地の子』を収録
- 人間失格 - 太宰治作品のコミカライズ、『ビッグコミックオリジナル』2017年第10号[29] - 2018年第9号連載。ビッグコミックス 全3巻（2017年10月 - 2018年7月） / 小学館
- 漫画エッセイ『伊藤潤二のねこ日記 よん&むー』（ワイドKC 週刊少年マガジン）
- 伊藤潤二研究 ホラーの深淵から - Nemuki+コミックス（2017年12月） / 朝日新聞出版 - 単行本未収録作品『よん&むーの幽霊物件』『首吊り気球・再来』『恐怖の重層』『魔声』を収録
  - 伊藤潤二大研究 増補新版 - Nemuki+コミックス（2024年3月） / 朝日新聞出版 - 『伊藤潤二研究』から100ページ以上の増補新版
- 伊藤潤二短編集 BEST OF BEST - ビッグコミックススペシャル（2019年2月） / 小学館 - 単行本未収録作品『伊藤潤二の怪奇漫画館』『楳図先生と私』『忘れ形見』 を収録
- 伊藤潤二画集 異形世界 - Nemuki+コミックス（2019年3月） / 朝日新聞出版
- センサー - Nemuki+コミックス（2019年11月） / 朝日新聞出版 - シリーズ『夢魔の紀行』を改題して単行本化
- 幻怪地帯 - ソノラマ+コミックス（2021年3月） / 朝日新聞出版（『LINEマンガ』連載）
  - 幻怪地帯 Season2 エーテルの村 - ソノラマ+コミックス（2022年12月） / 朝日新聞出版（『AERA dot.』連載）
- 不気味の穴 恐怖が生まれ出るところ（2023年2月） / 朝日新聞出版
- 伊藤潤二展 誘惑 Illustrations（2024年7月） / 朝日新聞出版 - 展覧会公式のイラスト集。単行本未収録作品『富江・乗っ取り』を収録

### その他
- マジック・ザ・ギャザリング / 米ウィザーズ・オブ・ザ・コースト
  - 《機械の母、エリシュ・ノーン》漫画版アート / 「ファイレクシア 完全なる統一」収録（2023年2月）
  - 全世界で60個限定となる特製フレーム入り直筆サイン入りカードのプレゼントキャンペーンが行われた[30]。
- こっちをみてる。（2024年2月） / 岩崎書店 「怪談えほん」シリーズ (9)
  - 文：となりそうしち、編集：東雅夫。絵を担当。

## 映像化作品

### 映画
富江
- 富江（1999年）
- 富江 replay（2000年）
- 富江 re-birth（2001年）
- 富江 最終章 ―禁断の果実―（2002年）
- 富江 BEGINNING（2005年）
- 富江 REVENGE（2005年）
- 富江VS富江（2007年）
- 富江 アンリミテッド（2011年）

恐怖コレクション
- 伊藤潤二 恐怖collection 「屋根裏の長い髪」（2000年）
- 伊藤潤二 恐怖collection 「首吊り気球」（2000年）
- 伊藤潤二 恐怖collection 「悪魔の理論」（2000年）

- 押切 OSHIKIRI（2000年）
- うずまき（2000年）
- 死びとの恋わずらい（2001年）
- 案山子 KAKASHI（2001年）
- うめく排水管（2004年）
- 富夫（2011年）

### テレビドラマ
- 戦慄の旋律（1991年）

2005年発売のDVD 「DRAMADAS 伊藤潤二＋山上たつひこの謎さがし 戦慄の旋律 / おろし金に白い指」に収録
- 富江 恐怖の美少女（1999年）

VHS/DVDリリース時に「富江 アナザフェイス」に改題
伊藤潤二恐怖コレクション
- 伊藤潤二恐怖コレクション 「長い夢」（2000年）
- 伊藤潤二恐怖コレクション 「顔泥棒」（2000年）
- 伊藤潤二恐怖コレクション 「押切」（2000年）
- 伊藤潤二恐怖コレクション 「墓標の町」（2000年）

- 世にも奇妙な物語（25周年スペシャル・春 〜人気マンガ家競演編〜）「地縛者」（2015年）

### アニメーション
- ギョ（2011年） - OVA
- 伊藤潤二『コレクション』（2018年）
- 伊藤潤二『マニアック』（2023年）/ Netflix アニメーションシリーズ[32][33]
- UZUMAKI: Animated TV Series（2024年）

### BeeTV
- うずまき（2014年） / Beeマンガ 全19話

### ゲーム
- DEATH STRANDING（2019年） - ゲーム中に登場するプレッパーズのうちの一人は伊藤本人をモデルとしている[34]。

## メディア出演等
テレビ
- トゥナイト2（2001年3月27日、テレビ朝日） - 北野誠を自分の仕事場や中津川のトンネルなどに案内した。
- BSマンガ夜話『富江』（2004年12月1日、NHK BS2） - 本人出演なし。ゲストは夢枕獏。伊藤のギャグ表現について論じ合った。
- 浦沢直樹の漫勉『伊藤潤二』（2017年3月9日、NHK Eテレ） - 『恐怖の重層』の製作過程を収録した画像を見ながら浦沢と対談した。
- 漫道コバヤシ（2022年11月28日、フジテレビONE） - ネタの発想方法や制作秘話などを披露した。
- 川島・山内のマンガ沼（2023年1月8日・1月15日、読売テレビ ） - 2週にわたり出演。伊藤へのアンケート、作品誕生秘話、仕事場潜入レポートなど。
- NHKアカデミア 伊藤潤二（2023年10月25日・11月1日、NHK Eテレ） - これまでの半生や自身の創作について語る。

ラジオ
- 松原タニシの恐味津々（2021年6月14日・6月21日、MBSラジオ） - 2週にわたり出演。来歴、子供の頃の体験、アイディア、ギャグなどについて話した。なお、松原はアニメ版『コレクション』に声優として参加した。
- 松任谷由実のオールナイトニッポンGOLD（2024年7月19日、ニッポン放送）- 松任谷由実が「伊藤潤二展」に足を運んだことをきっかけでゲストに招かれた。

その他
- AERA（2022年2月21日号）「伊藤潤二が「楳図かずお大美術展」を行く」 - この時期に開催された楳図の展覧会のルポ。全3ページ。

## 関連人物
諸星大二郎
- 伊藤は諸星のファンである。諸星が『瓜子姫の夜・シンデレラの朝』を刊行したことを記念して、『Nemuki+』2014年1月号にて対談を行っている。2021年9月、諸星のデビュー50周年を記念して刊行された『諸星大二郎 デビュー50周年記念 トリビュート』に伊藤が「カオカオ様と私」を寄稿している。

伊藤三巳華
- 影響を受けた作家に伊藤潤二を挙げている漫画家。2015年に台湾で開催された展覧会「伊藤潤二恐怖美学体験大展」に伊藤三巳華も参加。